# اندرو گیلم
اندرو گیلم (انگلیسی: Andrew Gillum؛ زادهٔ ۲۶ ژوئیهٔ ۱۹۷۹) سیاستمدار اهل ایالات متحده آمریکا است که به عنوان شهردار تالاهاسی خدمت کرده‌است. او کاندیدای فرمانداری فلوریدا از حزب دموکرات بود.